# Wang Kuang
En aquest nom xinès, el cognom és Wang.
Wang Kuang   (Tai'an, segle II - valor desconegut) Gongjie (公節), va ser un senyor de la guerra menor que va viure durant el període de la tardana Dinastia Han Oriental de la història xinesa.

## Biografia
Wang va servir en primer lloc sota el General en Cap He Jin, però va renunciar i va viure com un plebeu després que He Jin va ser assassinat pels Deu Eunucs. Va ser promogut a través de les files en els anys següents, i aviat va esdevenir el Prefecte de Henei. Durant la campanya contra Dong Zhuo, Wang va dirigir un exèrcit per atacar a Dong Zhuo des del nord però va ser derrotar en la Batalla del Gual Heyang. Quan Dong Zhuo n'envià Humu Ban i altres estudiosos a negociar una treva, Wang Kuang va ordenar que aquests foren executats. Anys més tard, els familiars restants de Humu Ban el mataren com a venjança.

## En la ficció
En la novel·la històrica el Romanç dels Tres Regnes de Luo Guanzhong, es conta que a la batalla del Pas Hulao, Wang ordenà al seu general Fang Yue de desafiar a un duel a Lü Bu. Fang és derrotat i mort per Lü després de cinc rondes.